# Спортско једрење
Једрење, организовано као трка једрилица (једриличарска регата), је један од олимпијских спортова. Дисциплине у спортском једрењу се називају класе.

## Врсте једриличарских регата

### Класичне регате
Класичне регате се организују у заштићеним лукама или заливима, где су бродови заштићени од јаких морских струја и таласа. Трке трају од десетак минута до неколико сати. У њима учествују мале и средње једрилице. Такмичење се састоји из више трка чији се резултати сабирају. Предвиђена путања бродова је обично троугаона и обележена бовама. Организатори трке дају сигнале једриличарима када ће трка отпочети. Циљ је да све једрилице крену од старта истовремено у пуној брзини. Једрилице у току трке морају да маневришу пловећи уз и низ ветар. 

### Регате на отвореном мору
Регате на отвореном мору покривају веће дистанце, користе веће једрилице и трају дуже времена. Најдуже су оне где се једрилице такмиче у пловидби око света. 
Прва трка соло једриличара преко Атлантика је одржана 1891.

## Најпознатије једриличарске регате
- Куп Америка - трка у формату 9 мечева, најстарије и најпрестижније једриличарско такмичење, организује се од 1851.
- Килска недеља - скуп једриличарских такмичења у Килском заливу са око 2000 бродова и 5000 такмичара, организује се од од 1882.
- Трка Сиднеј-Хобарт - одржава се од 1945.
- Ванде глоуб - трка соло једриличара око света, одржава се од 1989. (од 1992. на сваке 4 године)
- Волво оушн рејс - трка око света, организује се на сваке три године од 1973.

## Олимпијске класе у једрењу
Четири класе за мушкарце, четири за жене и три класе отворене за оба пола. 
- класа 470 (муш. и жен)
- ласер (муш)
- ласер радијал (жен)
- једрење на дасци (даска Нил Прајд Rs:X, муш. и жен)
- звезда (муш)
- инглинг (жен)
- класа 49
- фин
- торнадо

## Међународне класе у једрењу
- динги (14 стопа)
- класа 29
- класа 420
- класа 505
- кадет
- контендер
- ентерпрајз
- Европа
- фајербол
- летећи Холанђанин
- летећи јуниор
- ласер 4,7
- ласер II
- лајтнинг
- мирор
- мот
- ОК динги
- оптимист
- снајп
- санфиш
- топер
- вауријен